# Megalomus formosanus
Megalomus formosanus is een insect uit de familie van de bruine gaasvliegen (Hemerobiidae), die tot de orde netvleugeligen (Neuroptera) behoort. 
Megalomus formosanus is voor het eerst wetenschappelijk beschreven door Banks in 1937.